# Busuanga (eiland)
Busuanga is het grootste eiland van de Calamianeilanden en na het eiland Palawan het grootste eiland van de provincie. Het ligt tussen Palawan en Mindoro, ten noorden van de eilanden Culion en het eiland Coron.
Het eiland staat voornamelijk bekend als een goede duiklocatie. In Coronbaai liggen diverse Japanse scheepswrakken uit de Tweede Wereldoorlog

## Geografie

### Bestuurlijke indeling
Op het eiland Busuanga liggen twee gemeenten. De gemeente Busuanga beslaat het westelijke derde deel van het eiland en de gemeente Coron het oostelijke twee derde deel.

### Fysiek
Het eiland heeft een totale oppervlakte van 524,78 km². Het terrein is in het westen golvend tot heuvelachtig in het oosten vrij bergachtig.